# Гірниківська волость
Гірниківська волость — адміністративно-територіальна одиниця Ковельського повіту Волинської губернії Російської імперії. Волосний центр — село Гірники.  
Станом на 1885 рік складалася з 16 поселень, 18 сільських громад. Населення — 6746 осіб (3332 чоловічої статі та 3414 — жіночої), 793 дворових господарства.
|                     | Площа, десятин | У тому числі орної, дес. |
| ------------------- | -------------- | ------------------------ |
| Сільських громад    | 18670          | 5858                     |
| Приватної власності | 1440           | 394                      |
| Удільної власності  | 1323           | 300                      |
| Казенної власності  | 7478           | 118                      |
| Іншої власності     | 910            | 225                      |
| Загалом             | 29821          | 6895                     |

Основні поселення волості:
- Гірники (Підзамче) — колишнє державне село при озері Садожець; волосне правління  (за 56 верст від повітового міста), 980 осіб, 130 дворів, православна церква, школа, поштовас танція, 2 постоялих будинки. За 9 версти - колишнє державне містечко Ратне з 2 православними церквами, костелом, синагогою, 6 єврейськими молитовними будинками.
- Жиричі — колишнє державне село, 810 осіб, 103 двори, православна церква, школа, постоялий будинок.
- Забріддя — колишнє державне село при річці Прип'ять, 769 осіб, 100 дворів, православна церква, школа, постоялий будинок.
- Комарів — колишнє державне село при річці Прип'ять, 304 особи, 42 двори, кладовищенська каплиця.
- Кортеліси — колишнє державне село, 1541 особа, 152 двори, православна церква, школа, постоялий будинок.
- Лучиці — колишнє державне село при річці Прип'ять, 467 осіб, 62 двори, кладовищенська православна церква.
- Якуші — колишнє державне село при річці Прип'ять, 402 особи, 52 двори, кладовищенська православна церква.

## Під владою Польщі
18 березня 1921 року Західна Волинь окупована Польщею. Волості було перетворено на ґміни, відповідно, адміністративна одиниця отримала назву ґміна Гурникі. Волость входила до Ковельського повіту Волинського воєводства. Межі та склад колишньої волості збереглися, що й за Російської імперії та Української держави.
На 1936 рік ґміна складалася з 13 громад:
1. Харки — село: Харки та хутір: Підбрід;
2. Гірники — село: Гірники, хутори: Броди, Чисте, Циганки, Клини, Князьова, Луць, Липове, Лагоже, Межизеря, Перетичка, Підкозел, Підшамайлиха, Підсволок, Сосонове, Сільце Гірницьке, Санищі, Угол, Вистрів, Вир, Замошшя, Заболоття, Залишевське і Закрут, гаївки: Чисте, Княжа Гора і Липники, лісничівка: Смольна та селище: Смолярня;
3. Якуші — село: Якуші, гаївка: Підлюбахи та хутори: Сухоплеси і Висілок;
4. Комарове — село: Комарове та хутір: Загірське;
5. Конище — село: Конище;
6. Кортеліси — село: Кортеліси та хутори: Билиця, Броди, Бір, Береза, Хрусля, Хомут, Хлібове, Хвоя, Довга Нива, Доманове, Довгасове, Дорошеве, Дерецьке, Дуби, Годинь, Говичеве, Яроглеве, Ягідкове, Кисилеве, Косиці, Круглиця, Ладець, Луганець, Млинівська, Острівки, Посончин, Пересмол, Полищі, Порохня, Попливці, Пукове, Підкривачі, Піддуб'я, Проїд, Підгодинець, Рита, Рибине, Рибя, Сухини, Сенковичі, Стара Нива, Сніжки, Соснівка, Сукач, Ситищі, Ситяне, Свидове, Точищі, Тарасове, Теребовичі, Типенець, Вепра, Вересовата, Випучок, Вижичне, Великий Острів, Вишеньки, Вітень, Зарив'я, Захамів'я, Запоків'я, Запіддя Велике, Запіддя Мале, Жисельове,  Замостя, Захвищання, Залежейське, Захацьке, Заграйське і Заваликів'я, гаївки: Червянка, Щиглівка і Заясинів'я, лісничівка: Острови та селище: Тартак Смольна;
7. Лучичі — село: Лучичі та хутори: Ферма, Дехтярка, Миляне, Нивищі, Острови і Затулова;
8. Поступель — село: Поступель та хутір: Виробки;
9. Прохід — село: Прохід та хутір: Луганецьке;
10. Сільці-Кортеліські — село: Сільці-Кортеліські та гаївка: Папоротень;
11. Старостин — село: Старостин та хутори: Болоття, Гаття, Копань і Зашильське;
12. Видраниця — село: Видраниця, хутори: Дворищі, Ямищі, Межирічки, Мости, Підіванове, Підмитищі, Поплинці, Римач, Салисьне, Соснове, Тулова, Залюта і Заяма, лісничівка: Грушка та гаївка: Олещі;
13. Заброди — село: Забріддя та хутори: Леза, Латка, Панська, Ротищі, Сільце, Верхи і Зади.

Після радянської анексії західноукраїнських земель ґміна ліквідована у зв'язку з утворенням Ратнівського району.